# باول فنسنت دودلي
باول فنسنت دودلي (بالإنجليزية: Paul Vincent Dudley)‏ هو قسيس أمريكي، ولد في 29 نوفمبر 1926 في نورثفيلد في الولايات المتحدة، وتوفي في 20 نوفمبر 2006 في سانت بول في الولايات المتحدة.